# راچستر، ایلینوی
راچستر (به انگلیسی: Rochester) یک روستا در ایالات متحده آمریکا است که در ایلینوی واقع شده‌است. راچستر ۶٫۳۰ کیلومتر مربع مساحت و ۳٬۶۸۹ نفر جمعیت دارد و ۱۷۳٫۷۴ متر بالاتر از سطح دریا واقع شده‌است.